# Alex McCarthy
Alex Simon McCarthy (* 3. prosince 1989 Guildford) je anglický profesionální fotbalový brankář, který chytá za anglický klub Southampton FC a za anglický národní tým.

## Klubová kariéra

### Reading

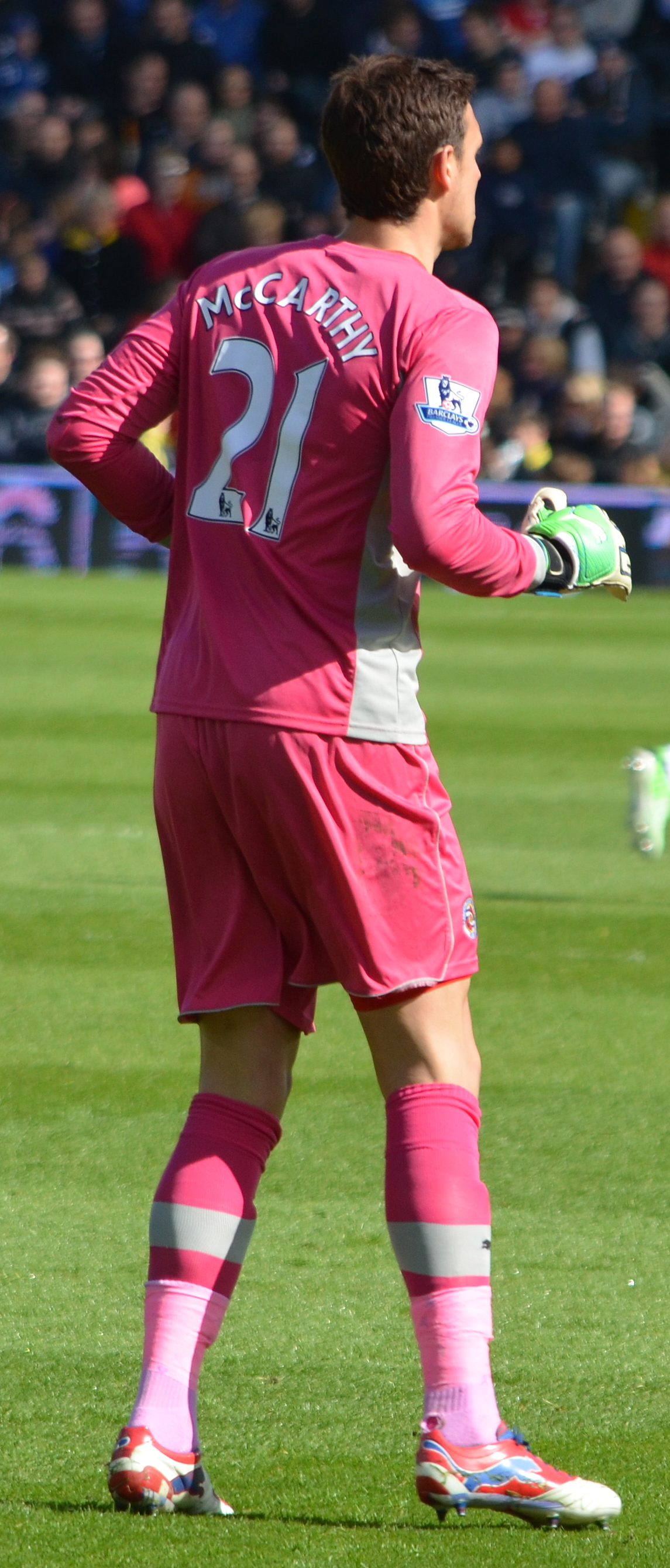
McCarthy hrající za Reading (2013)

McCarthy, odchovanec Readingu, strávil sezónu 2007/08 na hostování v Conference Premier, předtím než v roce 2008 podepsal s klubem profesionální smlouvu. Mezi profesionály debutoval v roce 2009, a to na hostování v Aldershot Townu v League Two a následující sezónu strávil v Yeovil Townu, kde byl brankářskou jedničkou. V Readingu debutoval v roce 2011, když odehrál závěrečných pět minut utkání proti Watfordu po zranění Adama Federiciho. Poté ještě odešel na hostování v průběhu sezóny 2011/12 do Brentfordu a Leedsu United. V sezóně 2012/13 debutoval v nejvyšší anglické soutěži, kde v dresu Readingu odchytal 13 utkání. V další sezóně byl brankářskou jedničkou po sestupu do Championship a přesunu Federiciho na lavičku náhradníků.

### Southampton
V roce 2014 odešel McCarthy do prvoligového Queens Park Rangers, kde však po sezóně, kterou strávil výhradně na lavičce, když brankářskou jedničkou byl Robert Green, skončil a přesunul se do Crystal Palace. Ani zde však nechytal, pouze kryl záda Waynu Hennesseymu, a tak se v srpnu 2016 připojil k Southamptonu. 
V sezóně 2016/17 neodehrál ani minutu v Premier League, nicméně v následující sezóně postupně vytlačil Frasera Forstera ze základní sestavy. 
27. června 2018 podepsal McCarthy s klubem novou čtyřletou smlouvu do roku 2020, čímž se stal jedním z nejlépe vydělávajících hráčů klubu. Sezónu 2019/20 však zahájil jako brankářská dvojka za Angusem Gunnem, přičemž manažer Ralph Hasenhüttl využíval McCarthyho jen v zápasech EFL Cupu. Svého prvního startu v sezóně Premier League se dočkal v listopadu 2019 poté, co Gunn inkasoval devět gólů od Leicesteru City. 3. ledna 2021 byl McCarthy pozitivně testován na covid-19. Kvůli nařízené karanténě pak musel vynechat utkání proti Liverpoolu, které Southampton překvapivě vyhrál 1:0.

## Reprezentační kariéra
Na reprezentační úrovni reprezentoval McCarthy Anglii na úrovni do 21 let, v roce 2010 debutoval a připsal si na své konto ještě další dvě utkání v anglické jednadvacítce.
V květnu 2013 byl povolán do anglické reprezentace na přátelská utkání proti Irsku a Brazílii, a stal se tak prvním odchovancem Readingu, který byl povolán do anglické reprezentace, ačkoliv do zápasů nenastoupil. 1. září 2016 byl znovu povolán do seniorské reprezentace, aby nahradil zraněného Frasera Forstera v kvalifikaci na Mistrovství světa ve fotbale 2018 proti Slovensku.
V reprezentačním áčku debutoval 15. listopadu 2018, a to při výhře 3:0 v přátelském utkání nad Spojenými státy na stadionu ve Wembley, téměř pět a půl roku po jeho první pozvánce do reprezentace.

## Statistiky

### Klubové
K 5. listopadu 2021
| Klub                     | Sezóna  | Liga               | Liga   | Liga | FA Cup | FA Cup | EFL Cup | EFL Cup | Celkem | Celkem |
| Klub                     | Sezóna  | Liga               | Zápasy | Góly | Zápasy | Góly   | Zápasy  | Góly    | Zápasy | Góly   |
| ------------------------ | ------- | ------------------ | ------ | ---- | ------ | ------ | ------- | ------- | ------ | ------ |
| Reading                  | 2010/11 | Championship       | 13     | 0    | 2      | 0      | 0       | 0       | 15     | 0      |
| Reading                  | 2011/12 | Championship       | 0      | 0    | 0      | 0      | 1       | 0       | 1      | 0      |
| Reading                  | 2012/13 | Premier League     | 13     | 0    | 0      | 0      | 1       | 0       | 14     | 0      |
| Reading                  | 2013/14 | Championship       | 44     | 0    | 0      | 0      | 0       | 0       | 44     | 0      |
| Reading                  | 2014/15 | Championship       | 0      | 0    | —      | —      | 1       | 0       | 1      | 0      |
| Reading                  | Celkem  | Celkem             | 70     | 0    | 2      | 0      | 3       | 0       | 75     | 0      |
| Woking (host.)           | 2007/08 | Conference Premier | 1      | 0    | —      | —      | —       | —       | 1      | 0      |
| Cambridge United (host.) | 2007/08 | Conference Premier | 1      | 0    | —      | —      | —       | —       | 1      | 0      |
| Aldershot Town (host.)   | 2008/09 | League Two         | 3      | 0    | —      | —      | —       | —       | 3      | 0      |
| Yeovil Town (host.)      | 2009/10 | League One         | 44     | 0    | —      | —      | 1       | 0       | 45     | 0      |
| Brentford (host.)        | 2010/11 | League One         | 3      | 0    | —      | —      | —       | —       | 3      | 0      |
| Leeds United (host.)     | 2011/12 | Championship       | 6      | 0    | —      | —      | —       | —       | 6      | 0      |
| Ipswich Town (host.)     | 2011/12 | Championship       | 10     | 0    | —      | —      | —       | —       | 10     | 0      |
| Queens Park Rangers      | 2014/15 | Premier League     | 3      | 0    | 1      | 0      | —       | —       | 4      | 0      |
| Crystal Palace           | 2015/16 | Premier League     | 7      | 0    | 0      | 0      | 0       | 0       | 7      | 0      |
| Southampton              | 2016/17 | Premier League     | 0      | 0    | 0      | 0      | 2       | 0       | 2      | 0      |
| Southampton              | 2017/18 | Premier League     | 18     | 0    | 5      | 0      | 0       | 0       | 23     | 0      |
| Southampton              | 2018/19 | Premier League     | 25     | 0    | 0      | 0      | 0       | 0       | 25     | 0      |
| Southampton              | 2019/20 | Premier League     | 28     | 0    | 0      | 0      | 3       | 0       | 31     | 0      |
| Southampton              | 2020/21 | Premier League     | 30     | 0    | 0      | 0      | 1       | 0       | 31     | 0      |
| Southampton              | 2021/22 | Premier League     | 11     | 0    | 0      | 0      | 0       | 0       | 11     | 0      |
| Southampton              | Celkem  | Celkem             | 112    | 0    | 5      | 0      | 6       | 0       | 123    | 0      |
| Celkem                   | Celkem  | Celkem             | 260    | 0    | 8      | 0      | 10      | 0       | 278    | 0      |

### Reprezentační
K 15. listopadu 2018
| Anglie | Anglie | Anglie |
| Rok    | Zápasy | Góly   |
| ------ | ------ | ------ |
| 2018   | 1      | 0      |
| Celkem | 1      | 0      |

## Ocenění

### Individuální
- Mladý hráč roku EFL Championship: březen 2011[33]
- Hráč roku Southamptonu podle hráčů: 2017/18
- Hráč roku Southamptonu podle fanoušků: 2017/18[34]